# Giorgio Chinaglia
Giorgio Chinaglia (Carrara, 24 januari 1947 – Naples, Florida, 1 april 2012) was een Italiaans voetballer. 

## Clubcarrière
In zijn carrière heeft Chinaglia bij verschillende clubs in Europa en Noord-Amerika gespeeld, onder andere bij de New York Cosmos. In 1976, 1978, 1980, 1981 en 1982 werd hij topscorer in de North American Soccer League.

## Interlandcarrière
Chinaglia kwam voor het Italiaanse nationale team uit tussen 1972-1975, speelde 14 wedstrijden en scoorde daarin 11 keer.

## Erelijst
- Winnaar met Swansea City van de West Wales Senior Cup in 1965
- Winnaar met Lazio Roma  van de Serie A seizoen: 1973/1974
- Topscorer North American Soccer League: 1976, 1978, 1980, 1981, 1982
- NASL Most Valuable Player Award: 1981